# 클램셸 디자인
클램셸 디자인(clamshell design)은 조개껍질 모양의 전자 기기에 대한 일종의 폼 팩터이다. 휴대 전화, 휴대용 콘솔 게임기, 특히 노트북은 종종 조개껍질처럼 디자인된다. 클램셸 기기는 일반적으로 힌지로 연결된 두 개의 섹션으로 구성되며, 각 섹션에는 평판 디스플레이 또는 영숫자 키보드/키패드가 포함되어 있으며, 이는 이매패류 껍질처럼 서로 접혀서 접촉할 수 있다.
클램셸 휴대전화는 때때로 플립폰(flip phone)이라고도 불리며, 특히 힌지가 짧은 모서리에 있는 경우 더욱 그렇다. 힌지가 긴 모서리에 있는 경우(예: 노키아 커뮤니케이션스) 해당 기기는 플립폰이 아니라 단순히 "클램셸"이라고 불릴 가능성이 더 크다.
일반적으로 키와 디스플레이와 같은 인터페이스 부품은 닫힌 클램셸 내부에 보관되어 손상과 의도치 않은 사용으로부터 보호하면서 기기를 더 짧거나 좁게 만들어 휴대하기 쉽게 만든다. 많은 경우, 클램셸을 열면 장치가 닫혔을 때보다 표면적이 더 넓어져 인터페이스 구성 요소를 더 크고 뒤집히지 않는 장치보다 사용하기 쉽다. 클램셸 디자인의 단점은 연결 힌지로, 피로나 고장이 발생하기 쉽다.

## 같이 보기
- 폴더블 스마트폰
- 랩톱